# Kazajistán en los Juegos Olímpicos de Atenas 2004
Kazajistán estuvo representado en los Juegos Olímpicos de Atenas 2004 por un total de 114 deportistas que compitieron en 17 deportes.  
El portador de la bandera en la ceremonia de apertura fue el yudoca Asjat Zhitkeyev.

## Medallistas
El equipo olímpico kazajo obtuvo las siguientes medallas:
| Nombre              | Deporte            | Competición      |
| ------------------- | ------------------ | ---------------- |
| Oro                 |                    |                  |
| Bajtiyar Artayev    | Boxeo              | Wélter (69 kg) M |
| Plata               |                    |                  |
| Guennadi Golovkin   | Boxeo              | Medio (75 kg) M  |
| Serguei Filimonov   | Halterofilia       | 77 kg M          |
| Gueorgui Tsurtsumia | Lucha grecorromana | 120 kg M         |
| Guennadi Laliyev    | Lucha libre        | 74 kg M          |
| Bronce              |                    |                  |
| Dmitri Karpov       | Atletismo          | Heptatlón M      |
| Serik Yeleuov       | Boxeo              | Ligero (60 kg) M |
| Mjitar Manukian     | Lucha grecorromana | 66 kg M          |